# Гумецькі

варіант гербу Юноша

Гумецькі (пол. Humieccy) — польський шляхетський рід гербу Юноша.

## Представники
- Анджей — відомий варшавський купець

- Войцех — каштелян галицький, кам'янецький
  - Ян (†1617), навчався в Льовені, видав друком працю «Orationem, quod viro…» був вбитий в Брюсселі невідомим
  - Александер — смотрицький староста, каштелянич кам'янецький, був похований в Кам'янці, дружина — Кристина Потоцька, донька Анджея, по його смерті — Самуеля Замєховського
    - Войцех (†25.8.1672) — хорунжий подільський (кам'янецький), помер під час облоги, був похований в Кам'янці[1] дружина — Ізабелла Контська
      - Стефан Гумецький — стольник, воєвода подільський
        - Юзеф Гумецький — каштелян Кам'янця-Подільського

- Войцех — підчаший луковський, дружина — Домашевська
- Міхал — монах-кармеліт
- NN донька була дружиною подільського підкомрія Героніма Лянцкоронського

- Міхал, брат Войцеха — підчаший подільський

- Томаш — ротмістр, ловчий кам'янецький (1654—1672)[2]

- Войцех — дрогицький підчаший, дружина — Александра Домашевська
- Міхал — ловчий кам'янецький (1714)[3]